# 鄉村波蒂瓜爾 (小區)
鄉村波蒂瓜爾（葡萄牙語：Agreste Potiguar）是巴西東北部北里約格朗德州鄉村波蒂瓜爾中區的一個小區。

## 市鎮
鄉村波蒂瓜爾下轄以下的市鎮：
- 邦熱蘇斯
- 布雷日紐
- 耶穆马里纽
- 博阿紹德
- 拉戈阿-丹塔
- 拉戈阿-迪佩德拉斯
- 拉戈阿萨尔加达
- 蒙特阿莱格雷
- 新克鲁斯
- 帕萨和菲卡
- 帕薩任
- 塞拉凱亞達
- 里亚舒埃卢
- 圣玛丽亚
- 圣安东尼奥
- 圣保罗-杜波滕吉
- 圣佩德罗
- 埃洛伊·迪索萨参议员镇
- 塞里尼亞
- 容迪亞
- 瓦爾澤亞
- 韋拉克魯斯